# Мудрак, Виктор Петрович
Виктор Петрович Мудрак (род. 3 марта 1994, Тирасполь) — молдавский футболист, защитник казахстанского клуба «Ордабасы» и сборной Молдовы.

## Клубная карьера
Футбольную карьеру начал в составе клуба «Олимпия» Бельцы. 3 марта 2012 года в матче против клуба «Дачия» Кишинёв дебютировал в чемпионате Молдовы (0:1).
В начале 2020 года подписал контракт с клубом «Алашкерт». 28 июня 2020 года в матче против клуба «Ноа» дебютировал в чемпионате Армении (0:1).
Летом 2020 года перешёл в белорусский клуб «Славия-Мозырь». 24 июля 2020 года в матче против клуба «Рух» Брест дебютировал в чемпионате Беларуси (3:3).
11 января 2021 года подписал контракт с клубом «Сабуртало». 24 апреля 2021 года в матче против клуба «Локомотив» Тбилиси дебютировал в чемпионате Грузии (1:0).

## Карьера в сборной
7 сентября 2019 года дебютировал за сборную Молдовы в матче против сборной Исландии (0:3).

## Достижения
«Верис»
- Чемпион Первой лиги Молдовы: 2012/13
- Финалист Кубка Молдовы: 2012/13

«Дачия» Кишинёв
- Серебряный призёр чемпионата Молдовы: 2016/17

«Сабуртало»
- Обладатель Кубка Грузии: 2021

«Петрокуб»
- Чемпион Молдовы: 2023/24
- Серебряный призёр чемпионата Молдовы (2): 2021/22, 2022/23
- Обладатель Кубка Молдовы: 2023/24

## Клубная статистика
| Игровая карьера | Игровая карьера | Игровая карьера | Лига | Лига | Кубок | Кубок | Межд. | Межд. | Др. | Др. |
| --------------- | --------------- | --------------- | ---- | ---- | ----- | ----- | ----- | ----- | --- | --- |
| 2019/20         | Алашкерт        | А               | 1    | 0    | —     | —     | —     | —     | —   | —   |
| 2020            | Славия-Мозырь   | А               | 7    | 0    | 1     | 0     | —     | —     | —   | —   |
| 2021            | Сабуртало       | А               | 14   | 0    | 2     | 0     | —     | —     | —   | —   |
| 2021/22         | Петрокуб        | А               | 8    | 0    | 1     | 0     | —     | —     | —   | —   |
| 2022/23         | Петрокуб        | А               | 22   | 2    | 4     | 1     | 6     | 0     | —   | —   |
| 2023/24         | Петрокуб        | А               | 10   | 0    | 4     | 1     | —     | —     | —   | —   |
| 2024/25         | Петрокуб        | А               | 11   | 0    | —     | —     | 13    | 1     | —   | —   |